# Fleming (Missouri)
Pour les articles homonymes, voir Fleming.
Fleming est une ville  du comté de Ray, dans le Missouri, aux États-Unis,. Située au sud du comté, elle est incorporée en 1962.

## Démographie
Lors du recensement de 2010, la ville comptait une population de 128 habitants. Elle est estimée, en 2016, à 124 habitants.

### Source de la traduction
- (en) Cet article est partiellement ou en totalité issu de l’article de Wikipédia en anglais intitulé « Fleming, Missouri » (voir la liste des auteurs).